# Hjerting Sogn (Esbjerg Kommune)
 Denne artikel omhandler Hjerting Sogn (Esbjerg Kommune). Der er også andre sogne med dette navn, se Hjerting Sogn.
Hjerting Sogn er et sogn i Skads Provsti (Ribe Stift).
I 1992 blev Hjerting Kirke opført. I 1988 var Hjerting Sogn udskilt fra Guldager Sogn, som havde hørt til Skast Herred i Ribe Amt. Guldager sognekommune var ved kommunalreformen i 1970 indlemmet i Esbjerg Kommune.
I sognet findes følgende autoriserede stednavne:
- Breinholts Plantage (areal)
- Hjerting (bebyggelse, ejerlav)
- Tobøl (bebyggelse, ejerlav)

## Historie
Hjerting-området har været befolket gennem årtusinder. Allerede i yngre stenalder har der været bosættelser i området på grund af den gode landbrugsjord og de fine engdrag.
Fra 1200-tallet er Hjerting kendt som fiskerleje og fra 1500-tallet var Hjerting udskibningshavn for Varde. Fra 1860 var det også toldsted. Hjerting var dermed en central havn på vestkysten, hvor de store skibe lagde til helt indtil kort før Esbjerg havn etableredes. Der var vejforbindelse til Hjerting direkte fra Varde samt fra studevejen ved Endrup Posthus og desuden en vejforbindelse tværs gennem Jylland fra Snoghøj ved Kolding som krydsede studevejen, hvor Korskroen ligger i dag.